# سیارک ۲۳۱۳
سیارک ۲۳۱۳ (به انگلیسی: 2313 Aruna، نامگذاری:1976TA) دو هزار و سیصد و سیزدهمین سیارک کشف شده‌است که در ۱۵ اکتبر ۱۹۷۶ کشف شد.
قدر مطلق سیارک برابر ۱۲٫۹۰ است.